# Melanipa (hija de Quirón)
En la mitología griega, la hija del centauro Quirón, llamada Melanipa (Μελανίππη: en griego antiguo, «yegua negra»), Hipe (Ἵππη: «yegua»), e incluso Evipe (Εὐίππη, «buena yegua»), es un personaje que fue colocado entre las estrellas como el catasterismo del Caballo. Tanto Higino como Eratóstenes se basaron explícitamente en una o quizá dos de las obras de Eurípides que se han perdido y que se titulan precisamente Melanipe encadenada y Melanipa sabia (hacia 420 a. C.).
| Autor       | Nombre   | Padre  | Madre   |
| ----------- | -------- | ------ | ------- |
| Higino      | Melanipe | Quirón | s/o     |
| Eratóstenes | Hipe     | Quirón | s/o     |
| Virgilio    | Ocírroe  | Quirón | Cariclo |
| Julio Pólux | Evipe    | Quirón | Cariclo |

## Eratóstenes
Hipe es la hija de Quirón, que se encuentra entre las estrellas. De esta se cuenta que se crio en el Pelio, dedicada a la caza y a la contemplación de la naturaleza. Fue engañada por Éolo y seducida y, hasta cierto momento, pudo mantener oculto lo ocurrido. Pero cuando quedó en evidencia por la hinchazón de su vientre, huyó a los montes; cuando ella se hallaba allí entre los dolores del parto, llegó su padre en su busca, e Hipe imploró, a punto de ser descubierta, que se metamorfoseara su figura para no ser reconocida, y así se convirtió en yegua y parió a la criatura. En atención a su piedad y la de su padre fue colocada por Ártemis entre los astros, en un punto desde el cual no es visible para el Centauro: se dice que este es Quirón. La parte trasera de su cuerpo no se puede ver para que no se reconozca que es de sexo femenino.

## Higino
Melanipe, hija del centauro Quirón, antes era conocida como Tetis. Criada en el monte Helicón y aficionada a la caza, fue cortejada por Éolo, hijo de Helén y nieto de Júpiter (Zeus), y concibió un hijo con él. Cuando se acercó su hora, huyó al bosque, para que su padre, que la creía virgen, no viera que había dado a luz a un nieto. Y así, cuando su padre la buscaba, se dice que ella suplicó al poder de los dioses que no dejaran que su padre la viera dar a luz. Después de que el niño nació, por voluntad de los dioses ella fue una yegua que fue colocada entre las estrellas. Algunos dicen que era profetisa, y como solía revelar los planes de los dioses a los hombres, fue transformada en yegua. Calímaco dice que porque ella cesó en la actividad de la caza y que también dejó de adorar a Diana (Artemisa), Diana la transformó en la forma que hemos mencionado. Por la razón anterior, también, se dice que ella está fuera de la vista del Centauro, que dicen que es Quirón, y que mostrara sólo la mitad de su cuerpo, ya que no quería que se conociera su sexo.

## Ovidio
La fuente más antigua llegada hasta nosotros que recoge la historia de la hija de Quirón es la que aparece en Las Metamorfosis de Ovidio, en concreto en su libro segundo con el título de Ocírroe —que significa «corriente rápida»—. Ese es el nombre que da Ovidio a Melanipa, y cuenta que la madre de ella, la ninfa Cariclo, la tuvo junto a un río de fuerte corriente. Según Ovidio, Ocírroe tenía de nacimiento el don de la profecía, como su madre, pero se servía de él de manera frívola y revelaba secretos de las divinidades a su padre y a Asclepio, pese a estar prohibido expresamente. Por ello, los dioses la transformaron en yegua y pasó a llamarse Hipe, que significa «yegua», o Melanipa, que significa  «yegua negra». Ovidio, sin embargo, no hace referencia a la catasterización.